# Магнитная инверсия Гаусс—Матуяма

Магнитополярные подразделения конца кайнозоя. Периоды прямой полярности (соответствующей современной) обозначены чёрным цветом, обратной полярности — белым цветом

Магнитная инверсия Гаусс—Матуяма — геологическое событие, произошедшее около 2,58 миллиона лет назад, когда магнитное поле Земли изменило направление.
Это событие отделяет пьяченцский ярус от гелазского яруса и знаменует начало четвертичного периода. Магнитная инверсия Гаусс—Матуяма полезна для датирования отложений.